# Lucie Bílá
Lucie Bílá, vlastním jménem Hana Zaňáková, (* 7. dubna 1966 Kladno) je česká zpěvačka, herečka a filantropka. Je také zakladatelka, majitelka a producentka Divadla Lucie Bílé. Držitelka 21 zlatých slavíků, z toho 13 absolutních, 16 cen Anděl, 15 cen TýTý i ceny Thálie.

## Život a kariéra
Vyrůstala ve středočeských Otvovicích ve slovensko-české rodině. Zpěv studovala na Lidové škole umění (dnešní ZUŠ). Vyučila se dámskou krejčovou. První hudební zkušenosti získala jako členka skupin Rock-Automat, Arakain a Vitacit.

##### Roky 1985–2000
V 80. letech si jí všiml producent Petr Hannig, který jí vymyslel pseudonym Lucie Bílá a napsal pro ni písně Neposlušné tenisky a Horší než kluk, které se pro ni staly přelomové. V roce 1986 vyšla její první LP deska s názvem Lucie Bílá, která obsahuje 14 skladeb, včetně písní Neposlušné tenisky a Horší než kluk. Desku vydal Supraphon. V letech 1984–1986 působila v heavymetalové kapele Arakain, kde tvořila pěvecké duo s Alešem Brichtou. Po odchodu z kapely se začala věnovat sólové kariéře, s Arakainem pravidelně vystupuje na výročních koncertech. První hereckou roli dostala v r. 1988, kdy si zahrála ve filmu Horká kaše. V následujícím roce 1989 hrála ve filmu Volná noha. Téhož roku, krátce před sametovou revolucí, se Lucie Bílá seznámila s bývalou dětskou filmovou hvězdou Tomášem Holým. Jejich vztah skončil po šesti měsících Tomášovým úmrtím při autonehodě. V roce 1990 si zahrála ve filmu Zdeňka Trošky Zkouškové období, kde hrála jednu z hlavních rolí. V dalším roce  hrála ve filmu Pražákům těm je hej. Roku 1992 vydala přelomové album Missariel, a její jeden z největších hitů Láska je láska. Píseň nazpívala spolu s Ilonou Csákovou. Za videoklip k písni získala cenu Žebřík, ovládla i kategorii Zpěvačka. Za album a píseň získala 6 nominací na cenách Gramy. Všechny nominace proměnila ve vítězství. V tomto roce dostala roli Eponiny v muzikálu Les Misérables a nazpívala titulní píseň k filmu Requiem pro panenku. V roce 1993 si zahrála ve filmu Fontána pre Zuzanu 2 a dostala roli v divadle Ta Fantastika ve vizuálním představení Zahrada rajských potěšení. V tomto roce opět získala Gramy v kategorii Zpěvačka roku. Roku 1994 vydala CD Lucie Bílá, které se jmenuje stejně jako její první LP. Dostala roli v muzikálu Dracula a zahrála si v pohádce Princezna ze mlejna. Zvítězila v anketě TýTý v kategorii Zpěvačka a v hudebních cenách Gramy v kategorii Zpěvačka roku. V březnu 1995 se jí narodil syn Filip ze vztahu s Petrem Kratochvílem. Partnerství však skončilo kvůli Kratochvílově aféře s Pavlínou Babůrkovou. Opět za rok 1995 získala řadu cen v různých anketách. Tohoto roku vznikl  duet s Jiřím Kornem Byl by hřích. Roku 1996 hrála ve filmu Král Ubu a dostala roli v muzikálu Krysař. V tomto roce dostala prvního zlatého slavíka, zvítězila v anketě TýTý a získala 2 ceny Gramy. V roce 1997 vyšlo společné album Lucie Bílé a Karla Gotta nazvané Duety, které obsahovalo mimo jiné hity Co sudičky přály nám a Krása. Téhož roku spolu absolvovali rozsáhlé turné po Čechách a Moravě. Spolu s partnerem Petrem Kratochvílem pobývali v tomto roce nějaký čas na Floridě v USA. Získala 2. zlatého slavíka, vyhrála v anketě TýTý a stala se zároveň absolutním vítězem, vyhrála slovenskou anketu Zlatý Otto a získala cenu anděl Hudební akademie v kategorii zpěvačka roku. Rok 1998 nebyl výjimkou v množství cen, které získala, vyhrála Českého slavíka, TýTý i Anděla. V tomto roce vydala knihu Teď už to vím, zahrála si ve filmu Čas dluhů a stala se první popovou zpěvačkou, která vystoupila na hudebním festivalu Pražské jaro. Rovněž vydala nové CD s názvem Hvězdy jako hvězdy, které přineslo hity jako například Amor magor, Zpíváš mi requiem nebo Žádný party. Roku 1999 vyšlo další CD Úplně nahá a koncertní album z Pražského jara: Soukromé poselství. Vyhrála v anketě TýTý i Český slavík. V roce 2000 dostala roli v muzikálu Johanka z Arku, rovněž ovládla ankety TýTý a Český slavík a za roli Johanky dostala cenu Thálie. Tohoto roku vyšel o ní dokument Život je zebra.

##### Roky 2001–2020
Roku 2001 vyšlo album Hapky a Horáčka: Mohlo by tu být líp, kde Lucie Bílá zpívá ve dvou písních: Unesený a Okna dokořán.    I tento rok ovládla ankety TýTý a Český slavík. V roce 2002 se v kostele sv. Václava ve východočeském Lanškrouně provdala za hudebníka Stanislava Penka, manželství však skončilo rozvodem v roce 2003. Rovněž roku 2002 nazpívala společný duet Kouzelné Vánoce s Boni pueri a se skupinou Arakain představila, na jejich novém CD Archeology, hit Zimní královna. Opět ovládla ankety Český slavík a TýTý. Od roku 2003 se stala spolumajitelkou divadla Ta fantastika v Praze, dostala zde roli Ginevry v muzikálu Excalibur. V tomto roce vydala úspěšné CD Jampadampa, které přineslo hit eSeMeS, za toto album dostala 3 nominace na hudební ceny Anděl, ve vítězství proměnila jednu nominaci, taktéž za album získala Zlatou desku. I tento rok ovládla ankety TýTý a Český slavík. V roce 2004 dostala roli v crazy muzikálu Láska je láska, získala cenu médií Hvězda hvězd a 9. zlatého slavíka, čímž vyrovnala tehdejší rekord Hany Zagorové. Následující rok 2005 vydala soundtrack Elixír života a ve stejnojmenném muzikálu si zahrála dvojroli (Heleny a Edity), získala stříbrného slavíka. Roku 2006 vydala koncertní album Koncert a zahrála si ve filmu Kde lampy bloudí. Po dvou letech opět ovládla anketu TýTý, získala stříbrného slavíka a stříbrného Otta. Dne 7. dubna 2006, na své čtyřicáté narozeniny, se podruhé vdala na českém konzulátě v Miláně, jejím manželem se stal muzikant Václav Noid Bárta. Svědky byli Luciin bratr Karel Zaňák a ženichův přítel Martin Lébl. Dne 1. září 2008 oznámili svůj rozvod. V roce 2007 vyšla její kniha Jen krátká návštěva potěší. Mimo knihy vydala i CD s názvem Woman, ve kterém představila hit Miluji Tě. Vystoupila na 25. výročí kapely Arakain v pražském Edenu, kde zazpívala společné hity. Zvítězila v anketě TýTý a po dvou letech i v Českém slavíkovi, získala 10. zlatého slavíka a stala se novou rekordmankou. V následujícím roce 2008 vyšel dokument Rok s Luciií (Lucie 007), dostala role v muzikálech Němcová! a Carmen. Zvítězila v anketě Český slavík. Rok 2009 byl pro Lucii produktivní, vydala CD s názvem Bang Bang, na které bylo navázané stejnojmenné koncertní turné a dokument Bang Bang Lucie Bílé. Téhož roku měla i Jarní tour. Zahrála si ve filmu Líbáš jako bůh a byla nominována na cenu Thálie v oboru muzikálu za roli Carmen. I tento rok získala dalšího zlatého slavíka. V roce 2010 vydala první vánoční album s názvem Bílé Vánoce Lucie Bílé, které se stalo její nejprodávanější deskou, získalo ocenění 9× Platinovou desku Supraphonu. V letech 2010–2018 působila jako porotkyně v televizní show Česko Slovensko má talent. Získala mimořádné ocenění hudebních cen Anděl: Zpěvačka dvacetiletí a ovládla Českého slavíka. Roku 2011 vydala k příležitosti svých 45. narozenin knihu Můj fantastický rok. Vydala CD a DVD Duety na Bílo, ve kterých si zazpívala například s Hanou Zagorovou, Věrou Špinarovou, Martou Kubišovou, Marií Rottrovou nebo Karlem Gottem. Odstartovala své Vánoční turné Bílé Vánoce Lucie Bílé, které od té doby jezdí každý rok. Natočila dokument Lucie Bílá 011 a zahrála si v pohádce F. A. Brabce V Peřině, která měla premiéru téhož roku. Po 3 letech ovládla anketu TýTý a zvítězila v Českém slavíkovi. V roce 2012 vydala nové CD Modi, za které byla nominována na ceny Anděl, ovšem žádnou nominaci neproměnila ve vítězství. Napsala knihu Život je jen náhoda, která mapuje její soukromý i profesní život a zároveň navazuje na předešlou knihu Můj fantastický rok. Hostovala na koncertním turné skupiny Arakain, zahrála si ve filmech Babovřesky a Carmen. Dostala roli v muzikálu Aida. I tento rok ovládla Českého slavíka. V roce 2013 odstartovala turné po Česku a Slovensku: Černobílé turné. Získala ocenění Česká hvězda v kategorii Srdce na dlani. Vyhrála v anketě Český slavík. Roku 2014 vydala nové CD Recitál, kde ji doprovází klavírista Petr Malásek. Dostala roli v muzikálu Addams Family. Dne 28. října 2014 obdržela od prezidenta Miloše Zemana Medaili za zásluhy. Zopakovala Černobílé turné, a vyhrála v anketě Český slavík. V roce 2015 byl obnoven muzikál Carmen a Lucie Bílá odehrála 41 koncertů se skupinou Arakain. I tento rok ovládla anketu Český slavík. Roku 2016 vydala nové album Hana a odehrála narozeninové koncerty Fifty Fifty v O2 Aréně. Zahrála si v pohádce Anděl Páně 2. Získala ocenění Legenda nočního proudu, prestižní ocenění hudebních cen Anděl: Zpěvačka dvacetiletí a ovládla anketu Český slavík. V roce 2017 byl u příležitosti jejích padesátých narozenin a třiceti let na hudební scéně uveden dokument Nebe, peklo, Lucie. Vydala druhé vánoční album Bílé Vánoce Lucie Bílé II, které získalo 2× Platinovou desku. Od roku 2017 žije s fitness trenérem Radkem Filipi. Dostala roli v muzikálu Sestra v akci. Odehrála koncertní turné Hana. Byl ji udělen Řád Vavřínu od Hospodářské komory ČR. A získala 20. zlatého slavíka. V roce 2018 byla nominována na cenu Thálie za Deloris van Cartier z muzikálu Sestra v akci. Na chodníku slávy Hudebního divadla Karlín přibyla její dlaždice.  Proběhlo 10. výročí od premiéry muzikálu Carmen. V roce 2019 představila svou vlastní řadu kávy: LB Coffee. Vydala nové CD Ta o mně. Odehrála jubilejní 400. reprízu muzikálu Carmen a odehrála Vánoční galakoncert v O2 Aréně. Nazpívala ústřední píseň k filmu Přes prsty – duet s Marcellem Tvůj svět. V tomto roce zahájila rekonstrukci restaurace Formanka v Otvovicích. V roce 2020 zahájila rekonstrukci divadla Ta Fantastika, které od roku 2020 nese její jméno: Divadlo Lucie Bílé, nyní je zde principálkou a producentkou. V tomto roce vydala knihu Posílám to dál.

##### 2021–současnost
V roce 2021 nazpívala svůj největší hit Dobrý kafe. Píseň napsal Pokáč a na YouTube má nyní 23 miliónů přehrání. Po 3leté pauze byla opět spuštěna anketa Český slavík, kde skončila na 2. místě. V roce 2022 nazpívala další hit Fénix a duet s Janem Bendigem Jednu malou chvíli. Ve svém divadle uvedla obnovenou verzi muzikálu Láska je láska  a nový muzikál Maminy.  Tento rok opět ovládla anketu Český slavík a získala rekordního 21. zlatého slavíka i slavíka absolutního , což ji činí nejúspěšnějším interpretem této ankety, rovněž obdržela rekordní počet hlasů a to 71 519. V roce 2023 uvedla nový muzikál Srdeční záležitost.  V anketě Český slavík skončila na 2. místě. Roku 2024 vydala třetí vánoční album Vzkaz pro Ježíška. Získala ocenění za celoživotní mistrovství v zábavním umění, které udělují ceny Artes. V tomto roce skončila v anketě Český slavík na 2. místě. 25. července 2025 vydala nový singl s názvem „Obyčejná holka“, text písně napsal Pokáč a za 3 dny od vydání, píseň ovládla žebříček Populárních hudebních videí na YouTube.

## Koncertní turné

###### Turné Bang Bang
Turné odstartovalo v roce 2009 a bylo spojené s vydáním stejnojmenného alba Bang Bang. Lucie Bílá vystoupila v 7 městech České republiky (Olomouc, Ostrava, Zlín, České Budějovice, Hradec Králové, Brno a Plzeň). V průběhu turné se zmiňované album Bang Bang natáčelo. Doprovodem při koncertech byla kapela Petra Maláska. Turné přineslo několik nových hitů: „Bang Bang“, „Tygřice“ či „Lásko máš modrý stín“.

###### Bílé Vánoce Lucie Bílé
Turné Bílé Vánoce Lucie Bílé odstartovalo roku 2011, poté, co vyšlo stejnojmenné album. První koncert se konal 13.12.2011 ve Státní opeře v Praze. Byla tam doprovázena kapelou Petra Maláska a chlapeckým sborem Boni Pueri. Pro velký úspěch se toto turné stalo od roku 2011 každoroční záležitostí a Lucie Bílá s ním objíždí celou Českou, ale i Slovenskou republiku. Většinou ji doprovází již zmíněná kapela Petra Maláska, Boni Pueri, Jan Toužimský a v Ostravě či Zlíně Filharmonie Bohuslava Martinů.

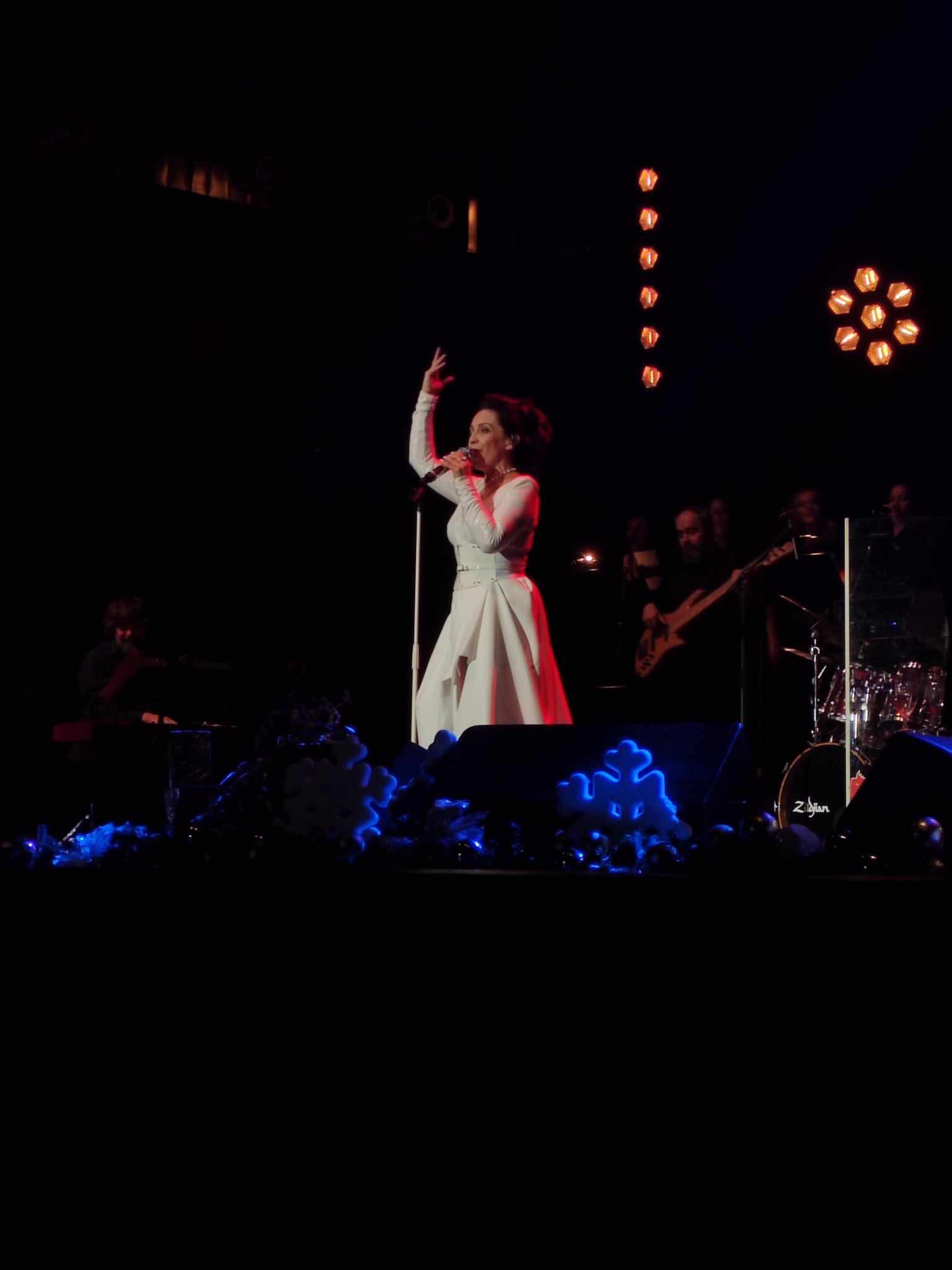
Bílé Vánoce Lucie Bílé 2024 v Ostravě

###### Recitál

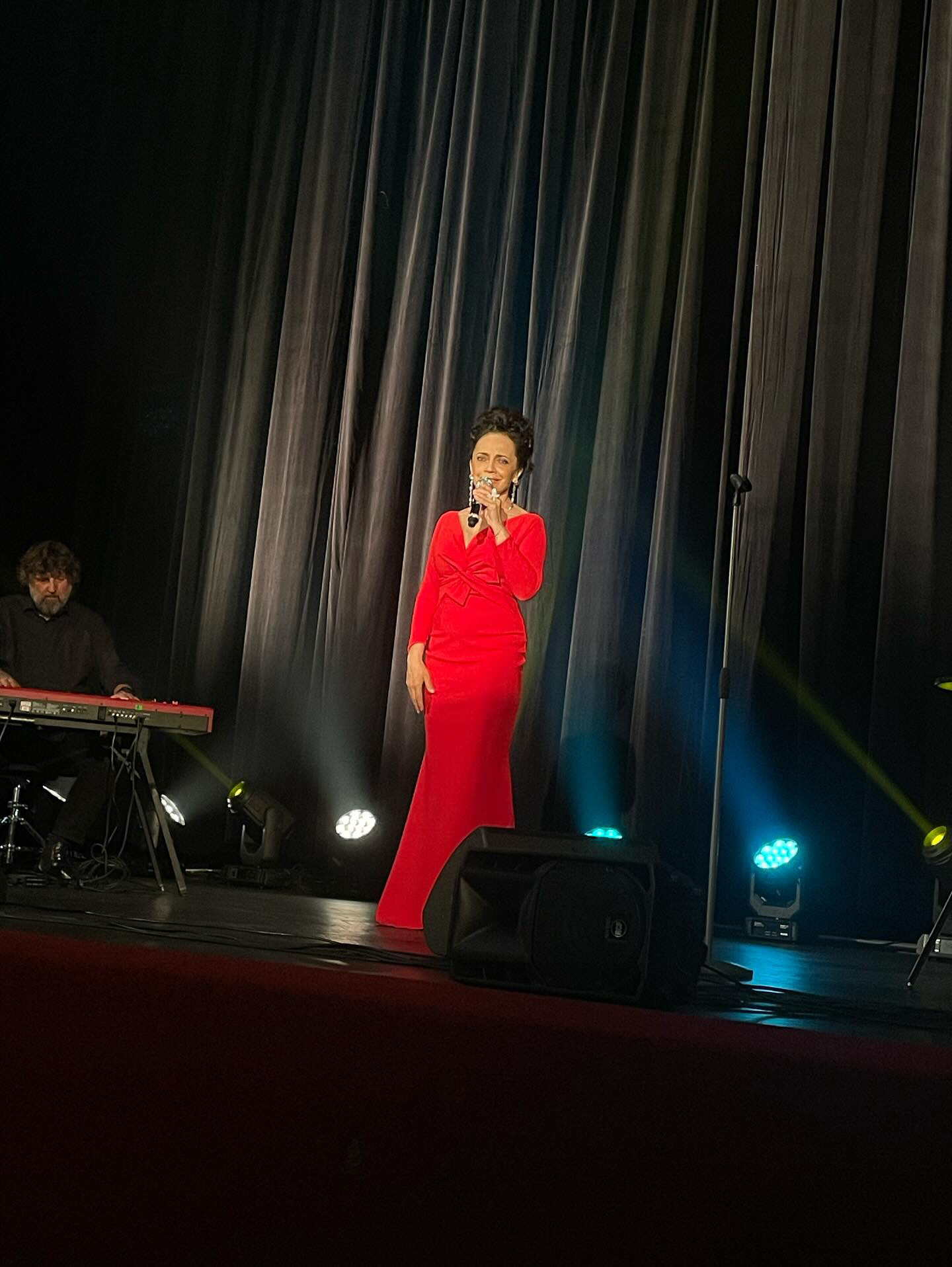
Recitál Lucie Bílé ve Frýdku-Místku v roce 2023

S koncerty pod názvem Recitál začala Lucie Bílá objíždět Česko a Slovensko v r. 2011. V roce 2014 vydala album pod stejnojmenným názvem a od roku 2011 jezdí s Recitálem každý rok po desítkách měst Česka a Slovenska. Doprovod ji dělá na klavír Petr Malásek. Záznam z koncertu natáčela i Česká televize.

###### Černobílé turné
Černobílé turné odstartovalo v roce 2013 a přilákalo 50 000 diváků. Lucie Bílá během něj vystoupila v osmi městech České republiky (Praha, Plzeň, Ostrava, Zlín, Brno, Pardubice, Liberec, České Budějovice) a dvou městech na Slovensku (Bratislava, Košice). Pro velký zájem a kvůli natáčení DVD bylo turné zopakováno v roce 2014 pod názvem Černobílé turné 2014. Tentokrát zahrnovalo pouze pět měst, z toho dvě na Slovensku. 
Lucii doprovázeli technici, hudebníci, klavírista Petr Malásek, taneční skupina The Pastels, světlomalíř Alex Dowis a další. Turné přineslo dvě nové písně: „Stop“ a „Jsem to já“.

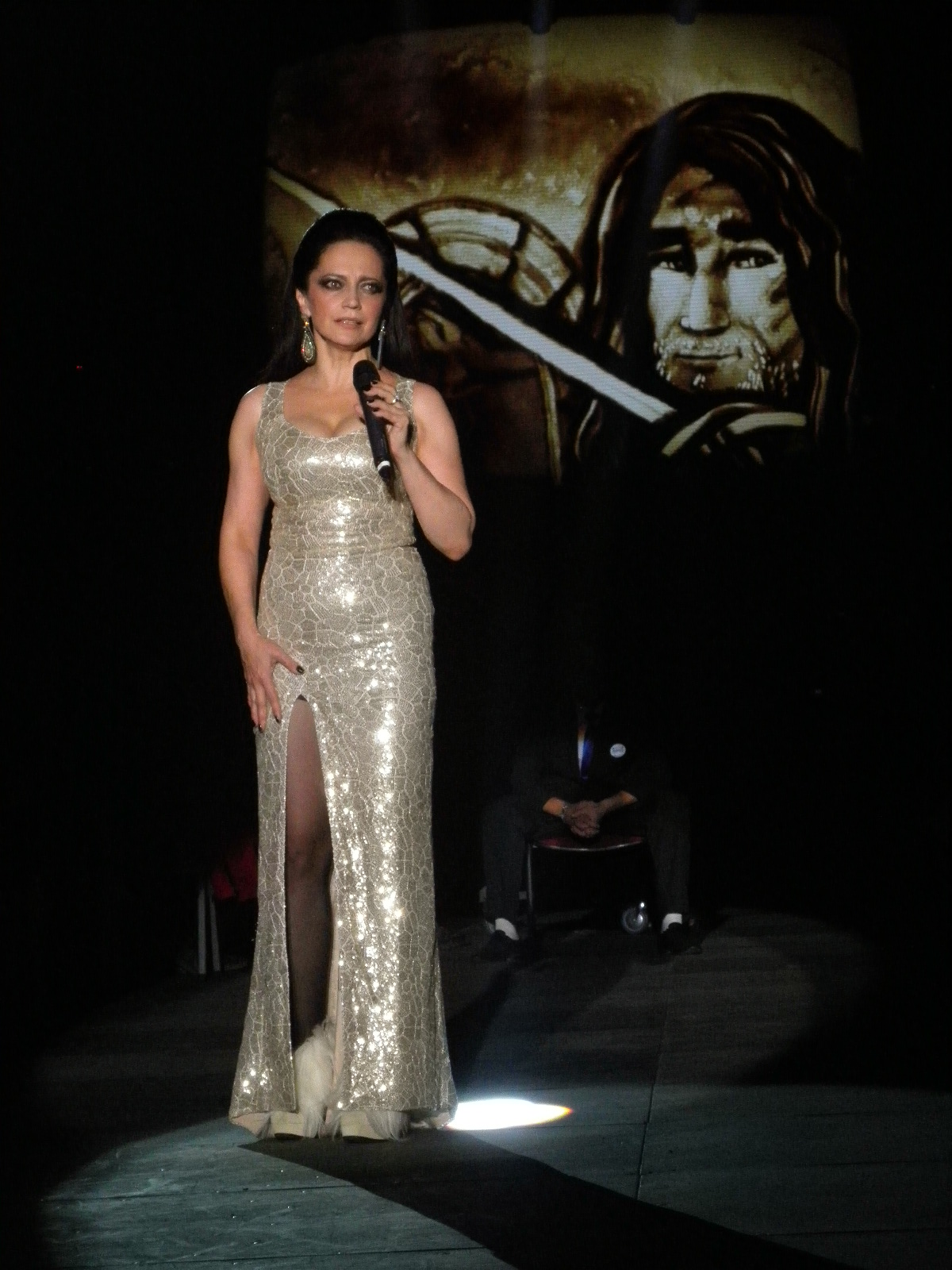
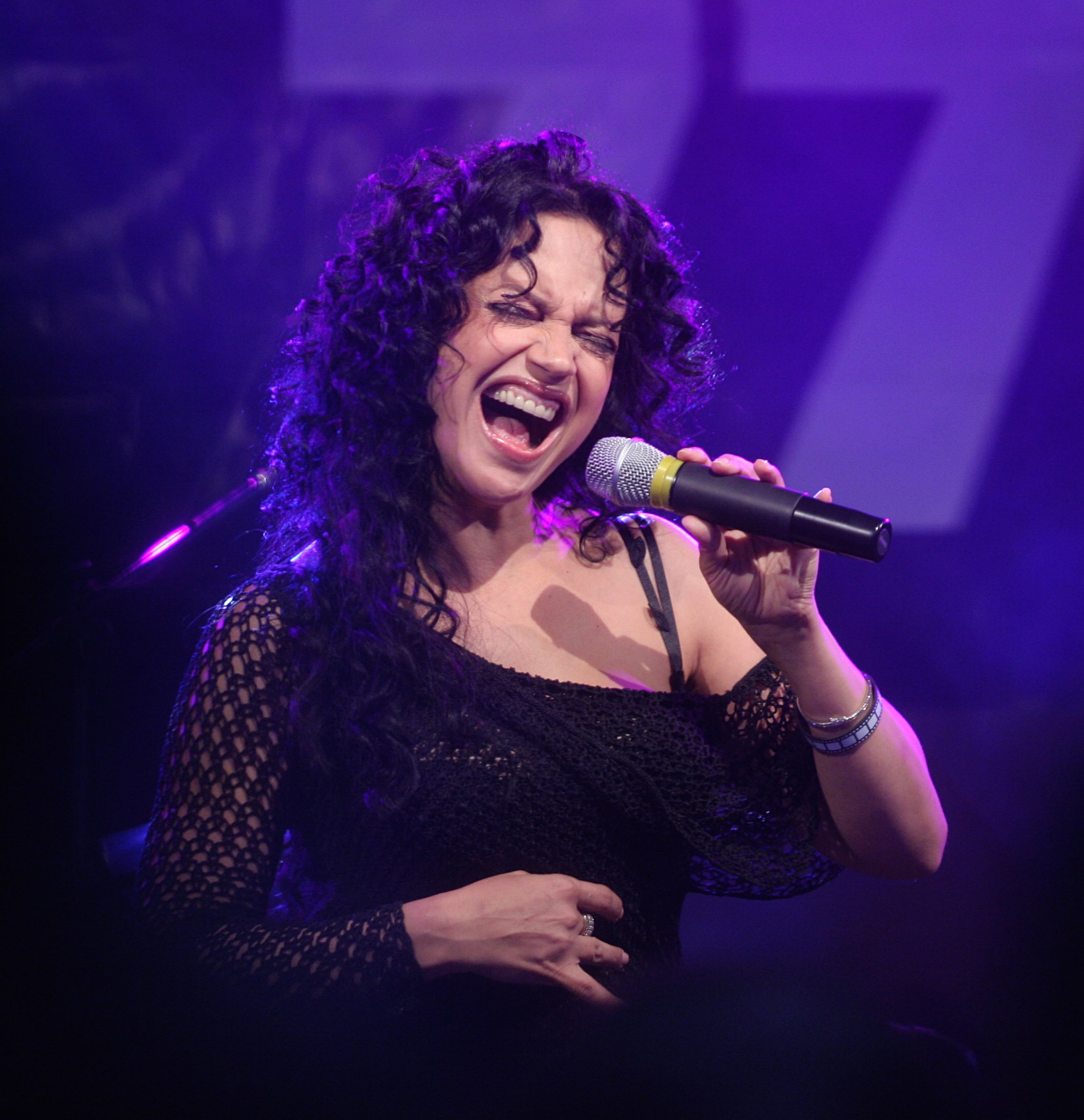
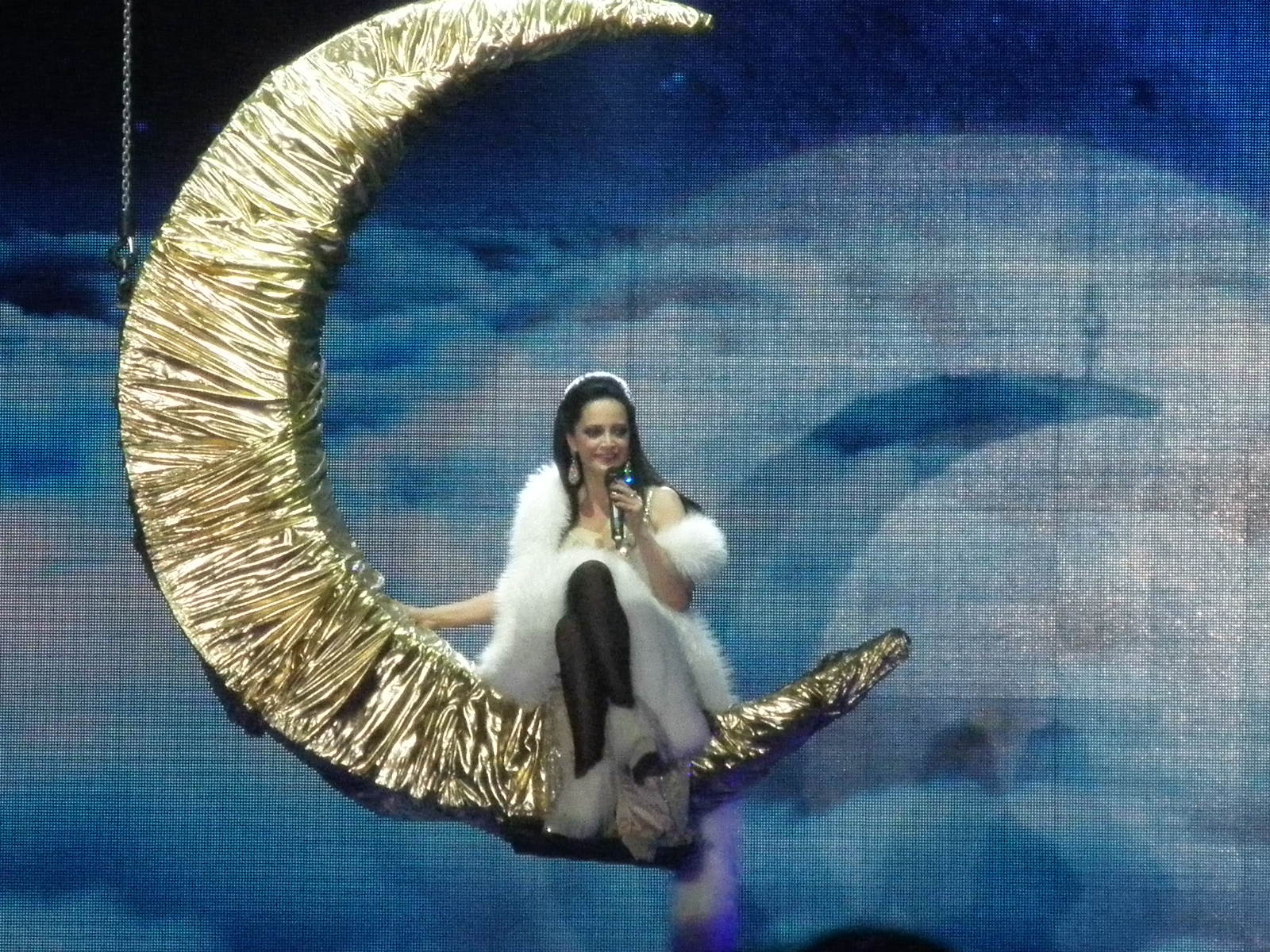

###### Turné Hana
Turné bylo uskutečněno roku 2017 k vydání alba Hana, po kterém se i jmenuje. Titulní píseň nese název „Hana“ a stala se jedním z velkých hitů Lucie Bílé. Turné se konalo v několika slovenských a českých městech (Trnava, Košice, Bratislava, Martin, Prievidza, Banská Bystrica, Čadca, Myjava, Strakonice, Kralupy nad Vltavou, Sedlčany, Havlíčkův Brod, Pelhřimov a Pardubice). Lucie Bílá byla při koncertech doprovázena kapelou Petra Maláska.

## Diskografie

### Hudební alba

#### Studiová alba
Sólová:
- 1986: Lucie Bílá (I)
- 1992: Missariel
- 1994: Lucie Bílá (II)
- 1998: Hvězdy jako hvězdy
- 1999: Úplně nahá
- 2003: Jampadampa
- 2007: Woman
- 2009: Bang! Bang!
- 2010: Bílé Vánoce
- 2012: Modi
- 2014: Recitál
- 2016:  Hana
- 2017: Bílé Vánoce Lucie Bílé II.
- 2019: Ta o mně
- 2024: Vzkaz pro Ježíška

Společná a duety:
- 1997: Duety • s Karlem Gottem
- 2002: Kouzelné Vánoce • s Boni pueri
- 2011: Duety naBílo • kompilace • CD/DVD
- 2011: Duety naBílo 2 • kompilace • CD/DVD
- 2018: Duety • s Karlem Gottem

#### Soundtracky
- 1993: Fontána pre Zuzanu 2
- 2003: Johanka z Arku • CD/2CD/DVD
- 2005: Elixír života
- 2008: Carmen • CD/DVD
- 2010: Němcová! • CD/DVD
- 2011: V peřině
- 2013: Aida a jiné klenoty  • kompilace

#### Výběrová alba
- 2004: Láska je láska: 20 (video)hitů • CD/DVD
- 2007: Platinum Collection • 3×CD
- 2008: Gold
- 2014: Diamond Collection

#### Koncertní alba
- 1997: Koncert hvězd na Žofíně • s Petrem Dvorským a Evou Urbanovou
- 1999: Na Pražském jaru: Soukromé poselství
- 2006: Koncert • CD/DVD
- 2008: Lucerna • CD/DVD
- 2012: XXX – Music City / Open Air • s Arakain • CD/DVD
- 2013: Bílé Vánoce v Opeře: Live • včetně DVD
- 2020: Bílé Vánoce Lucie Bílé Živák

### Audioknihy
- 2004: Autopohádky • s Chinaski a Jiřím Lábusem
- 2008: Moja a páv: Gorilí pohádky a písničky

### EP
- 1992: Requiem pro panenku
- 1994: Zahrada rajských potěšení 2

### Singly
- 1985: „Neposlušné tenisky“
- 1985: „Horší než kluk chvátám“
- 1986: „Tím to holky vyhrajem“
- 1986: „Neobjevená“
- 1987: „Mávnout křídlem“
- 1987: „Gejša“ • s Jiřím Vondráčkem a Galapetr
- 1989: „Já chci změnu“ • s Lego
- 2003: „eSeMeS“ • promokly
- 2021: „Dobrý kafe“
- 2022: „Fénix“
- 2023: „Děkuju Ti“
- 2023: „Nebudu se držet zpátky“
- 2024: „Stroj času“
- 2024: „To chci mít“
- 2025: „Obyčejná holka“

### Videoklipy
- „Láska je láska“
- „Tiché glória“
- „Trouba“
- „eSeMeS“
- „Vokurky“
- „Zahrada rajských potěšení“
- „Bang! Bang!“
- „Miluji tě“
- „Stop“
- „Hana“
- „Jenom klid“
- „Mám ráda život“
- „Můj příběh“
- „Hořká jako rtuť“
- „Tenkou nití“
- „Dobrý kafe“
- „O lásce“
- „Jednu malou chvíli“
- „Fénix“
- „O Vánocích“
- „Ej lásko“
- „Děkuju Ti“
- „Nebudu se držet zpátky“
- „Bílá holubice“
- „Stroj času“
- „Hvězdy jsou jak bonbónky“
- „Vzkaz pro Ježíška“
- „Pro tátu“
- „Obyčejná holka“

### Jiné nahrávky
- 1986: Nesmíš to vzdát • demo album skupiny Arakain • „Satanica“, „Zimní královna“ a „Cornuto“
- 1992: O5 • album Jiřího Korna • „Sex Ghost“ a „Pro mou vyholenou“
- 1992: History Live • živé album skupiny Arakain • „Dotyky“
- 1995: Duny • album Jiřího Korna • „Byl by hřích“
- 1998: Citová investice • album Petra Hapky a Michala Horáčka • „Dívám se, dívám“
- 2000: Znamení • album skupiny České srdce • „Bosou nohou žárem“
- 2001: Mohlo by tu být líp • album Hapky a Horáčka • „Unesený“ a „Okna dokořán“
- 2002: Archeology • album skupiny Arakain • „Cornouto“ a „Zimní královna“
- 2003: 20 let natvrdo • živé album z koncertu skupiny Arakain v Lucerně • „Cornouto“, „Dotyky“ a „Zimní královna“
- 2007: Noid • album Václava Noid Bárty • „ParaNoid“
- 2007: XXV Eden • živé album z koncertu skupiny Arakain • „Zimní královna“, „Cornouto“ a „Dotyky“
- 2008: Proměna • album Jana Budaře a Eliščina bandu • „Odpouštím“
- 2009: Cardamon • společné CD s různými umělci
- 2008: „Jednoho dne se vrátíš“ • duet s Věrou Špinarovou
- 2010: „Zítřejší ráno“ • duet s Pepou Vojtkem k seriálu Cesty domů
- 2010: „Samota" • duet s Kamilem Střihavkou, ústřední píseň k filmu Kajínek
- 2012: „V ruce svírám kříž“ • píseň s Arakain ke společnému turné XXX Best of Tour 2012
- 2012: XXX • DVD záznam ze zkoušky ke společnému turné s Arakain • 2 duety s Janem Toužimským a 5 písní sólově
- 2012: XXX – Praha PVA Expo • DVD záznam závěrečného koncertu z turné s Arakain • „Cornutto“, „Satanica“, „Ztráty a nálezy“, „V ruce svírám kříž“, „Dotyky“, „Zimní královna“ a „Tygřice“
- 2016: „Když ďábel tančí s andělem“ • titulní píseň k filmu Lída Baarová
- 2019: Jekyll & Hyde • album skupiny Arakain • „Jen vaše ruce''
- 2019: „Tvůj svět“ • duet s Marcellem k filmu Přes prsty
- 2020: „Krása“ – album 4 Tenoři
- 2022: „Život je jen tvůj" • duet s Pavlem Calltaou
- 2022: „Jednu malou chvíli" • duet s Janem Bendigem
- 2023: „Bílá holubice" • Česko-slovenský duet s Mariánen Čekovským

## Muzikály
- 1992: Les Misérables
- 1993: Zahrada rajských potěšení
- 1995: Dracula
- 1996: Krysař
- 2000: Johanka z Arku
- 2003: Romeo a Julie
- 2003: Excalibur
- 2005: Láska je láska
- 2005: Elixír života
- 2008: Němcová!
- 2008: Carmen
- 2012: Aida
- 2014: The Addams Family
- 2017: Sestra v akci
- 2022: Láska je láska
- 2022: Maminy
- 2023: Srdeční záležitost

## Knihy
- 1998: Teď už to vím... Možné je všechno
- 2007: Jen krátká návštěva potěší
- 2010: Cesta ke slávě • napsal Robert Rohál
- 2011: Můj fantastický rok
- 2012: Život je jen náhoda
- 2020: Posílám to dál

## Dokument
- 2000: Život je zebra
- 2008: Rok s Lucií (Lucie 007)
- 2011: Lucie 011
- 2012: Život je jen náhoda
- 2017: Nebe peklo Lucie

## Filmografie
- 1988: Horká kaše
- 1989: Volná noha
- 1990: Zkouškové období
- 1991: Pražákům, těm je hej
- 1993: Marido perfecto, El
- 1993: Fontána pre Zuzanu 2
- 1994: Princezna ze mlejna
- 1995: Podivuhodný příběh profesora J. a slečny H.
- 1996: Král Ubu
- 1998: Čas dluhů
- 2002: O ztracené lásce
- 2003: Johanka z Arku
- 2006: Kde lampy bloudí
- 2009: Líbáš jako Bůh
- 2011: V peřině
- 2012: Carmen
- 2012: Babovřesky ...aneb z dopisu venkovské drbny
- 2016: Anděl Páně 2
- 2017: Cuky Luky Film

## Moderátorská činnost
- 1997: Miss Desetiletí
- 2009: Nej z Miss České republiky
- 2012: 19. Český lev

## Ocenění

### Oceněná alba
| Rok vydání | Album                                  | Ocenění                                   |
| ---------- | -------------------------------------- | ----------------------------------------- |
| 2003       | Jampadampa                             | Zlatá deksa                               |
| 2010       | Bílé Vánoce Lucie Bílé                 | 9× Platinová deska (multiplatinová deska) |
| 2012       | Modi                                   | Platinová deska                           |
| 2013       | Bílé Vánoce v Opeře: Live • včetně DVD | 2× Platinová deska                        |
| 2016       | Hana                                   | Platinová deska                           |
| 2017       | Bílé Vánoce Lucie Bílé II              | 2× Platinová deska                        |
| 2019       | Ta o mně                               | Zlatá deska                               |
| 2024       | Vzkaz pro Ježíška                      | Zlatá deska                               |

### Hlavní ceny
| Rok  | Nominované dílo                | Cena                          | Kategorie                        | Výsledek  | Výsledek |
| ---- | ------------------------------ | ----------------------------- | -------------------------------- | --------- | -------- |
| 1992 | „Láska je láska“ s I. Csákovou | Gramy                         | Skladba roku                     | vítězství | [ 78 ]   |
| 1992 | „Láska je láska“ s I. Csákovou | Gramy                         | Videoklip roku (r. F. Renč)      | vítězství | [ 78 ]   |
| 1992 | Missariel                      | Gramy                         | Album roku                       | vítězství | [ 78 ]   |
| 1992 | Missariel                      | Gramy                         | Nahrávka roku (P. Růžička)       | vítězství | [ 79 ]   |
| 1992 | Missariel                      | Gramy                         | Producent roku (O. Soukup)       | vítězství | [ 78 ]   |
| 1992 | Umělkyně jmenovitě             | Gramy                         | Zpěvačka roku                    | vítězství | [ 78 ]   |
| 1993 | Umělkyně jmenovitě             | Gramy                         | Zpěvačka roku                    | vítězství | [ 80 ]   |
| 1994 | Umělkyně jmenovitě             | Gramy                         | Zpěvačka roku                    | vítězství | [ 81 ]   |
| 1994 | „Zahrada rajských potěšení“    | Gramy                         | Videoklip roku (r. F. Renč)      | vítězství | [ 81 ]   |
| 1995 | Umělkyně jmenovitě             | Gramy                         | Zpěvačka roku                    | vítězství | [ 82 ]   |
| 1996 | „Ave Maria“                    | Česká Gramy                   | Videoklip roku (r. F. A. Brabec) | vítězství | [ 83 ]   |
| 1996 | „Jsi můj pán“                  | Česká Gramy                   | Skladba roku                     | vítězství | [ 83 ]   |
| 1997 | „Dívám se, dívám“ s P. Hapkou  | Ceny Akademie populární hudby | Skladba roku                     | vítězství | [ 84 ]   |
| 1997 | Duety s K. Gottem              | Ceny Akademie populární hudby | Album roku                       | nominace  | [ 85 ]   |
| 1997 | Umělkyně jmenovitě             | Ceny Akademie populární hudby | Zpěvačka roku                    | vítězství | [ 84 ]   |
| 1998 | Umělkyně jmenovitě             | Ceny Akademie populární hudby | Zpěvačka roku                    | vítězství | [ 86 ]   |
| 1999 | Umělkyně jmenovitě             | Ceny Akademie populární hudby | Zpěvačka roku                    | nominace  | [ 87 ]   |
| 2000 | Umělkyně jmenovitě             | Ceny Akademie populární hudby | Zpěvačka roku                    | nominace  | [ 88 ]   |
| 2000 | „Most přes minulost“           | Ceny Akademie populární hudby | Skladba roku                     | nominace  | [ 88 ]   |
| 2000 | Johanka z Arku                 | Thálie                        | Opereta a muzikál – Ženy         | vítězství | [ 89 ]   |
| 2003 | Jampadampa                     | Anděl                         | Deska roku Allianz – Zpěvačka    | vítězství | [ 90 ]   |
| 2003 | Jampadampa                     | Anděl                         | Album roku – Pop                 | nominace  | [ 91 ]   |
| 2003 | Umělkyně jmenovitě             | Anděl                         | Zpěvačka roku                    | nominace  | [ 91 ]   |
| 2004 | Umělkyně jmenovitě             | Anděl                         | Zpěvačka roku                    | nominace  | [ 92 ]   |
| 2006 | www.luciebila.com              | Anděl                         | Web roku                         | nominace  | [ 93 ]   |
| 2007 | Woman                          | Anděl                         | Album roku – Pop & dance         | nominace  | [ 94 ]   |
| 2007 | Umělkyně jmenovitě             | Anděl                         | Zpěvačka roku                    | nominace  | [ 94 ]   |
| 2008 | Carmen                         | Thálie                        | Opereta a muzikál – Ženy         | nominace  | [ 95 ]   |
| 2010 | Umělkyně jmenovitě             | Anděl                         | Zpěvačka – Dvacetiletí           | vítězství | [ 96 ]   |
| 2010 | Bílé Vánoce                    | Anděl                         | Zpěvačka roku                    | vítězství | [ 96 ]   |
| 2012 | Modi                           | Anděl                         | Zpěvačka roku                    | nominace  | [ 97 ]   |
| 2015 | Umělkyně jmenovitě             | Anděl                         | Zpěvačka – Pětadvacetiletí       | vítězství | [ 98 ]   |
| 2018 | Deloris van Cartier            | Thálie                        | Opereta a muzikál – Ženy         | nominace  |          |

### Ankety popularity
Český slavík:
- 1996–2004: 1. místo – Zpěvačka
- 1998: Nejprodávanější deska duetů – Duety, spolu s Karlem Gottem
- 1998–2004: Absolutní vítěz
- 2000: Cena teenagerů
- 2005–2006: 2. místo – Zpěvačka
- 2010–2012: Absolutní vítěz
- 2007–2017: 1. místo – Zpěvačka
- 2017: Absolutní vítěz
- 2021: 2. místo – Zpěvačka
- 2022: 1. místo – Zpěvačka
- 2022: Absolutní vítěz
- 2023–2024: 2. místo – Zpěvačka

Ceny Artes:
- 2020: Mistr zábavního umění
- 2023: Celoživotní mistrovství zábavního umění

TýTý:
- 1992: 3. místo – Zpěvačka
- 1993: 2. místo – Zpěvačka
- 1994–2003: 1. místo – Zpěvačka
- 1997–1998: Absolutní vítěz
- 2004–2005: 2. místo – Zpěvačka
- 2006–2007: 1. místo – Zpěvačka
- 2008: 3. místo – Zpěvačka
- 2010: 2. místo – Zpěvačka
- 2011: 1. místo – Zpěvačka
- 2012-2014: 2. místo – Zpěvačka

Žebřík:
- 1992: 1. místo – Videoklip, Láska je láska
- 1992–1993: 1. místo – Zpěvačka
- 1994: 2. místo – Zpěvačka
- 1996–1997: 1. místo – Zpěvačka
- 1998: 2. místo – Zpěvačka
- 2011: 3. místo – Zpěvačka

Zlatý Otto:
- 1997–1998: 1. místo – Zpěvačka
- 2006: 2. místo – Zpěvačka
- 2009: 2. místo – Zpěvačka

Cena médií Hvězda hvězd – r. 2004
Česká hvězda – r. 2013 vítězství v kategorii „Srdce na dlani“
Legenda nočního proudu – v r. 2016 vítězství v kategorii Zpěvačka roku
Šarmantní osobnost roku a Cena internetu 2022 – udělována posluchači Českého rozhlasu
Cena rádia Český rozhlas 2023

###### Shrnutí
| Anketa/název ocenění | počet nominací | počet umístění na 2./3. místě | počet výher | Celkem |
| -------------------- | -------------- | ----------------------------- | ----------- | ------ |
| ceny Anděl           | 28             | –                             | 16          | 16     |
| Český slavík         | 26             | 5                             | 21          | 26     |
| Absolutní slavík     | 21             | –                             | 13          | 13     |
| TýTý                 | 23             | 9                             | 15          | 23     |
| Žebřík               | 8              | 3                             | 5           | 8      |
| Zlatý otto           | 4              | 2                             | 2           | 4      |
| Ceny Artes           | 2              | –                             | 2           | 2      |
| Thálie               | 3              | –                             | 1           | 1      |
| Ostatní              | 6              | –                             | 6           | 6      |
| Celkem               | 121            | 19                            | 81          | 100    |

### Státní vyznamenání
Dne 28. října 2014 jí prezident Miloš Zeman udělil státní vyznamenání ČR – medaili Za zásluhy I. stupně.

### Řád Vavřínu
V r. 2017 převzala Řád Vavřínu, ocenění udělované Hospodářskou komorou ČR významným podnikatelům, vědcům a osobám z oblasti kultury a sportu.